# Lajos Aulich
Lajos Aulich (15. května 1793, Pozsony – 6. října 1849, Arad) byl třetím ministrem války maďarského státu a generálem revoluční armády, byl popraven za účast na revoluci 1848.
Původně sloužil u císařské armády, ale v roce 1848 se postavil na stranu vzbouřenců. Po bitvě u Kápolny byl jmenován generálem. Kvůli dně byl však na konci války jmenován do politického úřadu.